# Maileus fuscus
Espèce
Maileus fuscus est une espèce d'araignées aranéomorphes de la famille des Salticidae.

## Distribution
Cette espèce est endémique du Sarawak en Malaisie,.

## Description
La femelle holotype mesure 5,5 mm.

## Systématique et taxinomie
Cette espèce a été décrite par Peckham et Peckham en 1907.

## Publication originale
- Peckham & Peckham, 1907 : « The Attidae of Borneo. » Transactions of the Wisconsin Academy of Sciences, Arts, and Letters, vol. 15, p. 603-653 (texte intégral).